# 側鎖説
側鎖説（そくさせつ、英: side-chain theory、独: Seitenkettentheorie）は、パウル・エールリヒ（1854-1915）が生細胞の免疫応答を説明するために提唱した理論である。エールリヒは、彼のキャリアの非常に早い段階から、化学構造を使用して、感染症に対する免疫応答が起こる理由を説明できると考えていた。彼は、毒素や抗毒素の性質がほとんど知られていなかった時代に、それらは化学物質であると信じていた。この理論では、血液中の抗体と抗原の相互作用、および抗体が作られる仕組みを説明している。

## 歴史
1891年、パウル・エールリヒは、ロベルト・コッホ自身の誘いを受け、ベルリンに新しく設立されたロベルト・コッホ研究所に加わった。1896年には、フランクフルトに実験治療研究所（Institut für Serumforschung und Serumprüfung）が設立され、エールリヒは所長に就任した。彼は、ジフテリアの抗毒素と、その血液中での抗体との結合について研究した。彼は、抗体が「側鎖」（side chains、後に「受容体」（receptors）と命名）と呼ばれる特殊な化学構造を介して抗原に結合するという仮説を立てた。エールリヒは、1894年にエミール・フィッシャーが酵素とその基質間の相互作用を説明するために使用した概念を借りて、受容体の感染性因子への結合は、錠前と鍵のはめ合いのようなものだと提案した。彼は、1897年に側鎖説の最初の部分を発表し、1900年にロンドン王立協会で行った講演でその完全な形を発表した。

## 仮説
エールリヒの理論は、次のような教義に要約できる。
1. 抗体は通常、白血球によって産生されるもので、細胞膜上で側鎖（受容体）として働く。
2. 抗体の特異性は、与えられた抗原との特異的な相互作用のために存在する。
3. 抗原抗体反応は、側鎖を介した精密な結合によって起こる。

## 概念
エールリヒは、染料に側鎖があり、それが発色に関係しているのと同じように、生細胞にも側鎖があるのではないかと考えた。エミール・フィッシャーが、『酵素は、錠前と鍵のように、受容体と結合しなければならない』と言ったように、これらの側鎖は特定の毒素（またはあらゆる抗原）と結合することができる。
エールリヒは、脅威にさらされた細胞は毒素と結合するための側鎖を増やし、それらの追加の側鎖が切断されて体内を循環する抗体になると理論付けた。この理論によると、白血球の表面は多くの側鎖で覆われており、抗原と化学的な結合を形成している。任意の抗原に対して、これらの側鎖の少なくとも1つが結合し、細胞を刺激して同じ種類の抗原をより多く産生し、抗体として血液中に放出する。エールリヒによれば、抗体とは、特定の抗原には結合するが、生物の他の細胞には結合しない、不規則な形をした微視的な3次元の標識と考えられる。エールリヒが最初に「魔法の弾丸」と表現したのは、これらの抗体のことであり、体に害を与えることなく毒素や病原菌を特異的に標的にする薬であった。
エールリヒは、感染性因子と細胞結合受容体との相互作用が、細胞が同じ特異性を持つ受容体をより多く生成・放出するように誘導すると提案した。エールリヒの理論によると、受容体の特異性は抗原に触れる前に決定され、抗原が適切な受容体を選択したということになる。最終的にはエールリヒの理論のすべての側面が正しいことが証明されるが、ただし、「受容体」は可溶性の抗体分子と細胞結合受容体の両方が存在することと、結合した受容体が放出されるのではなく可溶性の受容体が分泌される、という小さな例外を除いて。

## 参照項目
- 偉人エーリッヒ博士（英語版） - 1940年の映画
- ジフテリア
- 梅毒
- 免疫学

## 推薦文献
- Silverstein, Arthur M. (2001). Paul Ehrlich's Receptor Immunology the Magnificent Obsession. Burlington: Elsevier. pp. 202. ISBN 978-0-080538518
- Günther, O (1966). “Changes in Ehrlich's side-chain theory” (German). Deutsche Medizinische Wochenschrift 91 (26):  1197–1201. doi:10.1055/s-0028-1110731. PMID 5328273.
- Anonymous (1980). “Membranes, receptors, and the immune response. 80 years after Ehrlich's side chain theory”. Progress in Clinical and Biological Research 42 (1):  1–387. PMID 7393927.
- Doerr, HW (1996). “Paul Ehrlich's concept of immune defense” (German). Deutsche Medizinische Wochenschrift 121 (30):  958–961. doi:10.1055/s-0029-1233819. PMID 8765706.
- Silverstein, AM (1999). “Paul Ehrlich's passion: the origins of his receptor immunology”. Cellular Immunology 194 (2):  213–221. doi:10.1006/cimm.1999.1505. PMID 10383824.
- Prüll, CR (2003). “Part of a scientific master plan? Paul Ehrlich and the origins of his receptor concept”. Medical History 47 (3):  332–356. doi:10.1017/S0025727300057045. PMC 1044632. PMID 12905918.